# ویلیام کار (قایقران روئینگ)
ویلیام کار (انگلیسی: William Carr؛ ۱۷ ژوئن ۱۸۷۶ – ۲۵ مارس ۱۹۴۲) قایقران روئینگ اهل ایالات متحده آمریکا بود.